# Belgijski franak
Belgijski franak, ISO 4217: BEF je bio službeno sredstvo plaćanja u Belgiji. Označavao se simbolom fr., a dijelio se na 100 centima.
Belgijski franak je uveden 1832. godine, a zamijenjen je eurom 2002. u omjeru 1 euro = 40,3399 franaka.
U optjecaju su bile kovanice od 50 centima, te od 1, 5, 10, 20, 50 franaka, i novčanice od 100, 200, 500, 1000, 2000 i 10,000 franaka.

## Novčanice
|                   |  |
|                   |  |
|                   |  |
|                   |  |
|                   |  |
|                   |  |
| Starije novčanice |  |
|                   |  |

## Kovanice
|  |  | 20 franaka (1865.) |
|  |  | 20 franaka (1871.) |
|  |  | 20 franaka (1934.) |
|  |  | 5 franaka (1868.)  |
|  |  | 5 franaka (1873.)  |
|  |  | 1 franaka (1922.)  |
|  |  | 10 centima (1906.) |

## Vanjske poveznice
- Povijesne novčanice Belgije (njem.) (engl.) (fr.)